# Секондилијано
Секондилијано је округ на северној периферији Напуља, део општине Напуљ, заједно са окрузима Миано и Сан Петро а Патерно.
Граница је округ Скампиа на северозападу, на западу са округом Миано, на југу са окрузима Сан Карло ал Арена и Сан Петро а Патерно, а на истоку са општинама Арзано и Казаваторе.

## Историја
Према неким историчарима њено име може потицати од римске породице Секондили или од свог географског положаја јер је близу брда Секондили.
У почетку на том месту постојало је село које је касније постало и независна општина од 17.03.1861. до 07.03.1926, а потом се спојила са општином Напуљ и бива формирана у изборну јединицу број 15 током фашизма 1926. године.
Најстарија вест о овом селу је из 7. века, под царем Алексијем, који се данас слави у Напуљу, а који садржи закуп фонда смештеног у вили "Секондили". Током ере Карла Другог назива се "Секондилијум", а код цара Фредерика Другог се не налази међу бројем сеоских кућа у граду. Црква под називом "Козма e Дамиано" има предиван звоник, али није довршен.
Насеље има веома модерну урбану структуру са већином објеката изграђених у периоду ширења седамдесетих и осамдесетих година у двадесетом веку. Међутим, прва урбанизација четврти започета је 1950-их. Архитекта Пиеро Лугли такође је умешао у дизајн четврти.

## Споменици и места од интереса
- Гробље Секондилијано
- Црква "Санти Козма e Дамиано"
- Црква "Сан Карло ал Понте"
- Црква "Свети Антонио ди Падова а Карбонели"
- Црква "Санта Марија дела Нативита"
- Црква "Санта Марија дела Грације"
- Палата "Бранциа"
- Палата "Капацо-Висконти"
- Палата "Карбонели"
- Палата "Банка Пополаре ди Секондилијано"
- Палата "Курс Секондилијано 209"
- Палата "Курс Секондилијано 211"
- Вила "Алфиеро"
- Вила "Лофредо"
- Вила "Каролина"
- Вила "Кимино"
- Парк "Сан Гатано Енрико"
- Библиотека "Дорсо"
- Омладински центар "Сандро Пертини"

## Социјални проблеми
У 2004. години Секондилијано постао је средиште сукоба нарко банди. Подручјем у ствари доминирају кланови у Секондилијано Савезу и Ди Лауро клан газде Пола Ди Лаура који је ухапшен у септембру 2005. Секондилијано је место једног од најважнијих максималних безбедносних затвора у Италији. Затвор се појавио у документарном филму "The Triplet" из 2012. године.
Секондилијано је дом бројних друштвених асоцијација. Општински центар за социјалне услуге, на пример, обавља функције социјалног секретаријата, избор и додељивање пријемних структура, праћење и анализу проблема. Поред тога, на том подручју постоје бројна удружења и задруге које профитирају на унапређењу права грађанства кроз низ иницијатива, укључујући Ларекс са мисијом бављења територијалним преуређењем у циљу ширења. Култура у свим њеним облицима: од уметничке до законитости преко креативне, кулинарске, занатске и еколошке.

## Инфраструктура и транспорт
Главна осовина суседства је Курс Секондилијано која повезује пијацу Ђузепе Ди Виторио са провинцијом.
Град се такође служио између 1907. и 1960. године посебним терминалом такозваних трамваја Каподимонте .
Јавни превоз обезбеђује напуљска компанија за мобилност за градске везе и јавно превозно предузеће за приградске и међуградске везе.
Изградња три станице које припадају линији 1 напуљског метроа је планирана које ће повезивати Курс Секондилијано, пијацу Виторио и национални аеродром у Напуљу.
Трагедија Секодилијана била је врло добро упамћена, 23. јануара 1996.

## Спорт
У Секондилијану постоји неколико фудбалских игралишта која се користе за аматерске игре:
- терен за фудбал и школу фудбала „Дечја оаза“ - општинска вила у суседству од 1990. године
- игралиште "Гатано Сиреа"
- игралиште "Фудбалски клуб"
- игралиште „Маролина Сторниуло“ - изграђено 1969. године;
- игралиште „Оторино Бараси“
- игралиште "Маријано Келер" - где тренира истоимена школа фудбала;
- игралиште "Нерео Роко" - један од најстаријих, основао га је 1978. године Бруно Мараско, тадашњи председник фудбалске школе
- Теретана „Но Лимит АДС“ - водећа уметничка гимнастика.
- Општински базен којим управља удружење

Поред тога има одличну кошаркашку традицију. Спортски центар Секондилијано игра у регионалној Серији Д, коју тренира тренер Антонио Кино. ККС игра у Палацину.

## Белешке и референце
1. ↑  „R.D.L. 3 giugno 1926, n. 1002 - Aggregazione al comune di Napoli dei comuni di Soccavo, Pianura, Chiaiano ed Uniti e Secondigliano - Wikisource”. it.wikisource.org. Приступљено 2020-05-20.
2. ↑  Langewiesche, William. „The Neapolitan Mob’s Most Dangerous Family”. Vanity Fair (на језику: енглески). Приступљено 2020-05-20.
3. ↑  „The Triplet: Venice Review”. The Hollywood Reporter (на језику: енглески). Приступљено 2020-05-20.
4. ↑  „Пијаца Виторио”.